# Mi1 Scorpii
Mi¹ Scorpii (Xamidimura, μ¹ Sco) – gwiazda podwójna w gwiazdozbiorze Skorpiona, którą tworzy para gwiazd typu widmowego B. Znajduje się około 501 lat świetlnych od Słońca.

## Nazwa
Gwiazda nie ma nazwy własnej w tradycji zachodniej i arabskiej. Afrykanie z ludu Khoikhoi z RPA używali nazwy xami di mura, „oczy lwa”, na określenie pary optycznie bliskich gwiazd Mi¹ i Mi² Scorpii. Międzynarodowa Unia Astronomiczna w 2017 roku formalnie zatwierdziła użycie nazwy Xamidimura dla określenia pierwszej gwiazdy.

## Charakterystyka
Jest to para białoniebieskich gwiazd ciągu głównego. Na niebie znajduje się blisko innej gwiazdy typu B, Mi² Scorpii, z którą jednak nie jest związana grawitacyjnie; gwiazdy te należą do asocjacji Skorpiona–Centaura, grupy podobnych gwiazd powstałych w zbliżonym czasie. Mi¹ Scorpii to gwiazda podwójna spektroskopowo, której składników nie potrafią rozdzielić ziemskie teleskopy. Składniki okrążają wspólny środek masy w czasie nieco mniejszym niż 1,5 doby. Słabszy składnik częściowo przesłania jaśniejszy, prowadząc do okresowych spadków jasności o około 0,3m. Jest to układ podwójny półrozdzielony, w którym mniej masywny składnik wypełnia powierzchnię Roche’a i materia z niego spada na masywniejszą gwiazdę. 10 milionów lat temu to mniej masywny składnik miał większą masę, ale jego szybsza ewolucja doprowadziła do powiększenia się gwiazdy i zainicjowania transferu masy. Sytuacja odwróci się, kiedy ewolucja obecnie masywniejszego składnika doprowadzi do wzrostu jego promienia. Nie wiadomo, jak zakończy się żywot tej pary: mniejszy składnik prawdopodobnie stanie się nietypowym białym karłem, a układ może przekształcić się w zmienną kataklizmiczną; jedna z gwiazd może nawet eksplodować.